# شركة الآلات الموسيقية قديمة الطراز
تُعَدُّ شَرِكَةُ الآلاتِ قديمةِ الطِراز هي شركةُ بيعٍ بالتجزئة للأدواتِ الموسيقية في لَانْسِنْ في ميتشِجِن بالولاياتِ المتحدة، وتتمتع بسمعة المَتْجَرُ العملاق،  فهى وَرْشةُ إصلاحٍ ومركزٍ للموسيقى الشعبيةِ  بما في ذلكَ البلوجراس وتوانج، وهي متخصِّصَةٌ في الآلاتِ الوترية ومنها الآلاتِ الصوتية والجيتاراتِ الكهربائية والبانجو والمندولين وأُكْلال، إذ إنها آلاتٌ لمجموعةٍ مختارةٍ من أدواتٍ غريبةٍ أو نادرة. وتُعرَف بأنها متجرُ إصلاحٍ رئيسىٍّ للآلاتِ الوترية كواحدِ من أكبرِ تُجَّارِ الآلاتِ القديمةِ في الولايات المتحدة، وبصفتِهِ تاجرًا رئيسيًا لجيتار مارتن على وجهِ الخُصوص.
وتضمنت منشوراتُ الصناعةِ تجارةَ الموسيقى بالتجزئةِ ودوريات موسيقى البلوجراس مقالاتٍ عن موظَّفِى الإصلاحِ بالشركة، كما توفر الشركة خدمات الشحن للأدوات النادرة والقديمة. ولقد خضعت منذ تأسيسِها في عام 1972 لتَوَسُّعَيْن رئيسيَّين: في طلب البريد في عام 1975 ثم إلى مبيعات الإنترنت في التسعينيات. وفي عام 2005 كان لدى شركة الآلات دعوى قضائية من شركة جيبسون جيتار كوربوريشن بشأنِ التعدِّى على العلاماتِ التجارية. واليومُ هي معترفٌ بها دوليًا لخدماتِها ومنتجاتِها،  فنظامُ البريدِ وحسابُ أعمالُها التجارية على الإنترنت يمثلوا من 65 إلى 70 بالمئة من إجمالى إيراداتها. وقد حققت الشركة اثنَىْ عشرَ مليونَ دولارًا في عامِ 1999،  ومنذ حلولِ عام 2007 كانت تحقق 17 مليون دولارٍ سنويًا.
ذلك وبالإضافة إلى خدماتِ البيعِ بالتجزئة والإصلاح إذ اشتُهِرَت الشركةُ بأنها مركزُ للثقافةِ الموسيقية المحلية لموسيقى البلوجراس وموسيقى توانج، وتديرُ أعمالَ توزيعَ سِجِلَّاتِ الموسيقى بالجملة في المستوى الأدنى من نشاطاتِها، وتخدمُ أكثرَ من 300 شركةِ بيعٍ بالتجزئة صغيرة.

## التاريخ

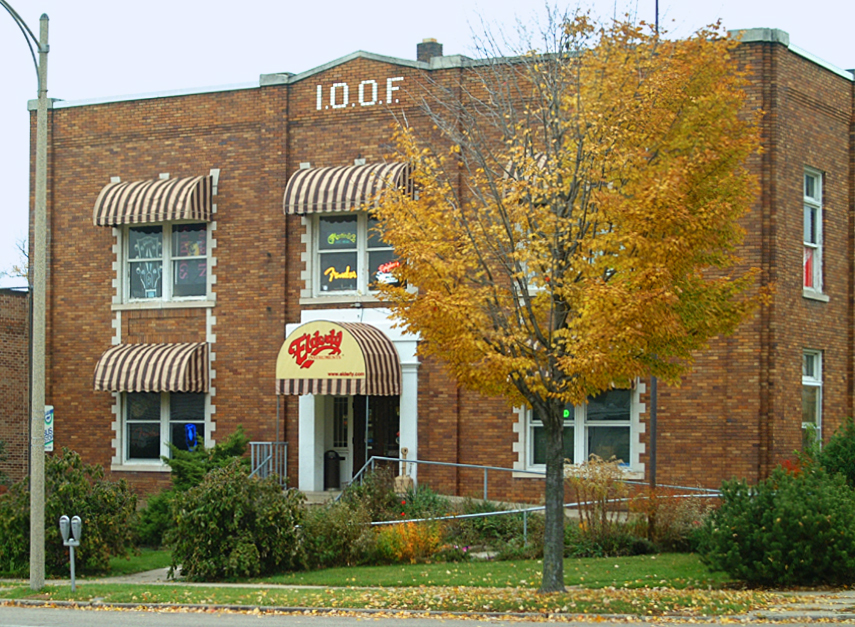
الشكلُ الخارجى للشَرِكة

وفى عامِ 1969 انتقل ستان وِرْبِن أحد سكان مدينة نيويورك منها إلى آن أربور في مِتشجِنْ لحضورِ دراسته العليا، حيثُ أخذ معه آلةََ البانجو خاصته والجيتار وسرعانَ ما أبْدَى اهتمامَهُ بالموسيقى الشعبية، وقد شارَكَ في مشهدِ موسيقى مَحَلي نابضٍ بالحياة تضمن علاقاتِ تعاونٍ و«ليالى الميكروفون المُتاحةِ للجميع» في المحافلِ المحلية، ومن خلال تلك التجارب أبْدَى وِرْبِنْ تقديرَهُ لمجموعةٍ متنوعةٍ من الآلاتِ الموسيقيةِ التي كان يَعزِفُها الموسيقيون، بالإضافةِ إلى أنواعِ الموسيقى المختلفةِ التي تندرجُ تحتَ بَنْدَ الموسيقى الشعبية.
وعندما أنهى وِرْبِنْ دراسته العليا، بحَثَ عن فرصِ عملٍ وقرَّرَ استخدامَ معرفتَهُ بالجيتاراتِ المستعملة، فبحَثَ عن أدواتٍ قديمةٍ للشراءِ بأسعارٍ منخفضة، خاصَّةً تلك التي صُنِعَت قبل الحربِ العالميةِ الثانية ثم باعَ الأدوات بعد إصلاحها واستعادتها. ورُغْمَ أنه حاول بدايةً فتْحَ أعمالَهُ في آن أربور إلا أنه بالنهايةِ قرر تَجنُّبَ العملَ هناك بسبب العددِ الكبير من تُجَّارِ الآلاتِ الموسيقية الآخرين. وفي عامِ 1972، أجَّرَ هو وشارُن مِكلِنتروف -صديقُ الكليةِ وشريكُهُ في العمل- مساحاتِ البيعِ بالتجزئة في شرقِ لانسِنْ في ميتشجِن مقابل 60 دولارًا شهريًا في مبنى يضمُّ أيضًا معهد الشباب السياسىّ بميتشجِن، وهو منظمة غير ربحية مكرسة لتشجيع الشباب على التصويت. وبدأ الاثنانِ الإعلان محليًا برأسمال 500 دولارًا،  واتَّخَذَ وِرْبِنِ ومِكلِنتروف اسم «عريقُ الطراز» من إعلان مُصَنَّف قد رأوْهُ عام 1971، حيثُ قامَ البائعُ بتسويقِ هاتفَهُ Gibson Les Paul بأنه «أداة جميلة وعريقة الطِراز».
وتوسعت الشركة عَبْرَ السنينِ اللاحقة، وبعد فترةٍ وجيزةٍ من الانتخاباتِ الرئاسيةِ الأمريكيةِ لعامِ 1972 انتقلَ معهدُ الشبابِ السياسىّ بميتشجِن من حجرةٍ إلى نِطاقٍ فسيح وتملكوا قبْوَ المبنى بأكملِهِ. وفي عامِ 1975، توسعت في مجال الطلبات البريدية،  وبحلولِ عامِ 1982 كان لدى الشركة نحوَ خمسٍ وعشرينَ موظفًا، ولكن المساحة المتاحة كانت صغيرة ولهذا ففى العام التالى اشترى المالكون مبنى مستقلًا للموظفين المتميزين في لانسِنْ في ميتشجِن. وبعد تجديده لاستخدامِهِ في البيع بالتجزئة انتقلت الشركة إليه في يناير 1984، وفي عام 1986 اشترى وِرْبِنِ مِكلِنتروف ليصبح مالكَهُ الوحيد. وفي عام 1994 توسعت الشركةُ مرةً أخرى عن طريقِ شراء مساحة بناء مجاورة كانت في السابق مكتب بريد ومبنى شركة تسجيل النقد الوطنى. وفي الوقت نفسه تقريبًا بدأت في تلَقِّي طلباتِ البضائعِ عبر موقعها الإلكترونى الجديد، ومع ذلك فلا تبيعُ الشركةُ البضائعَ من خلالِ مواقعِ المزاداتِ عبر الإنترنت مثل eBay، على عكس العديد من تجارِ التجزئة للآلات الموسيقية المستقلة الأخرى. ويرى وِرْبِنْ أنَّ دخولَ أعمالِ الإنترنت لم يكن تحديًا كبيرًا للشركة، حيثُ كان الموظفون من ذوي الخبرةِ بالفعل في أخْذِ وشحْنِ الطلباتِ للعملاء في كلِّ أركانِ العالم، ويرى أيضًا أنه نظرًا لأن طلبَها عبر البريدِ والأعمالِ التجاريةِ عبر الإنترنت يمَثِّلُ من 65 إلى 70 بالمئة من إجمالى إيراداتِها فالشَرِكَة ستشهدُ نموًا محدودًا في لانسِنْ لو لم تتوسع في تلك الأسواق. وتعملُ الشركةُ في نحوَ 35,000 قدم² (3,300 م²) من المساحة وهي واحدةٌ من أكبرِ تُجَّارِ الآلاتِ القديمةِ في الولاياتِ المتحدة.
وقد أصبحت شركةُ الآلاتِ الموسيقية معروفة من اهتمامِها بأسواقِ الموسيقى الشعبيةِ المتخصصة، وقد لاحظ إيدي كولينس -من بلوجراس- أنَّ جذورَ ما باتَ عليه اليومُ ربما يرجعُ إلى متجرِ الموسيقى ذاك الأشهرَ في العالمِ للآلاتِ الصوتية والذى يمْكِنُ تقفِّي ازدهاره للموسيقى الشعبية في الستينيات مباشرةً،  هو سُمْعَتُه بصِفَتِهِ متجرًا للإصلاح  واختيارُهُ للأدواتِ القديمة  وكَوْنُهُ مُوَزِّعًا رئيسيًا للجيتار لدى مارتن.
وفى مايو 2010، أخبَرَ مدير الشركة مجلة TWICE أنَّ الركودُ الاقتصادى قد أثَّرَ على الأعمالِ وأجبَرَ حالاتِ البطالةِ على العملِ بدوامٍ جزئى، وأنَّ وجودَ الشركة في ميتشجِنْ أدى إلى تفاقم الآثار. وأشار إلى أنه مع بدءِ تعافى تجارةَ الإلكترونيات الاستهلاكية فسيتبَعُها عملُ الآلاتِ الموسيقية.

## دعوى قضائية لشركة جيبسون للجيتار
في يونيو 2005، رفعت شركة جيبسون للجيتار قضية ضد شركة الآلاتِ الموسيقية قديمةِ الطراز، وزَعَمَت الشَكوى أنَّ الشركةَ كانت تبيعُ آلاتِ البانجو على موقعِها على الإنترنت على أنها «نسخةُ جيبسون» وأن العبارةَ تشَكِّلُُ إخلالًا للعلامةِ التجارية. ورُغْمَ ادِّعاء الشركة بأنها عالَجَت المشكلةََ عن طريقِ تغيير العبارةِ أولًا إلى «نسخةُ صانعٍ مشهور» ثم إلى «نسخةُ كلاسيكية من بانجو بلوجراس»، إلا أنَّ جيبسون استمرت في شكواها وطالبت بتعويضاتٍ غيرِ محددة. ولاحقًا أصدرت بيانًا صحفيًا يفيدُ بأنَّ الدعوى قد تمت تسْوِيَتَها.
وفى نفسِ العامِ ألغت شركةُ جيبسون عَقْدَها مع الآلاتِ قديمةِ الطراز بصفتها بائع بالتجزئة لمنتجات جيبسون، مُشيرةٌ إلى عَقْدٍ يَنِصُّ على أنه لا يجبُ على تجارِ التجزئةِ حملُ أىَّ علاماتٍ تجاريةٍ منافسة من البانجو والمندولين، وكانت شركةُ الآلاتِ واحدةً من تسعةِ تجارِ تجزئةٍ يبيعون على خطِّ جيبسون-بلوجراس المتخصصِ بالبانجو والمندولين رُغْمَ أنها تحملُ أيضًا علاماتٍ تجاريةٍ أخرى. وحاول وِرْبِنْ تصحيحَ الوضعِ من خلالِ تقديمِ مساحةٍ مخصصةٍ من المتجر لمنتجاتِ شركةِ جيبسون، لكن جيبسون تابعت إجراءاتها، ونتيجة لذلك فليس لشركةِ الآلاتِ أنْ تقدِّمَ منتجاتِ جيبسون الجديدةِ للبيع، ونُشِرَ الحادثَ بشكلٍ جيدٍ في وسائلِ الإعلام ومناقشته باستفاضة في منتدياتِ المستهلكين.

## مُباعات الشركة

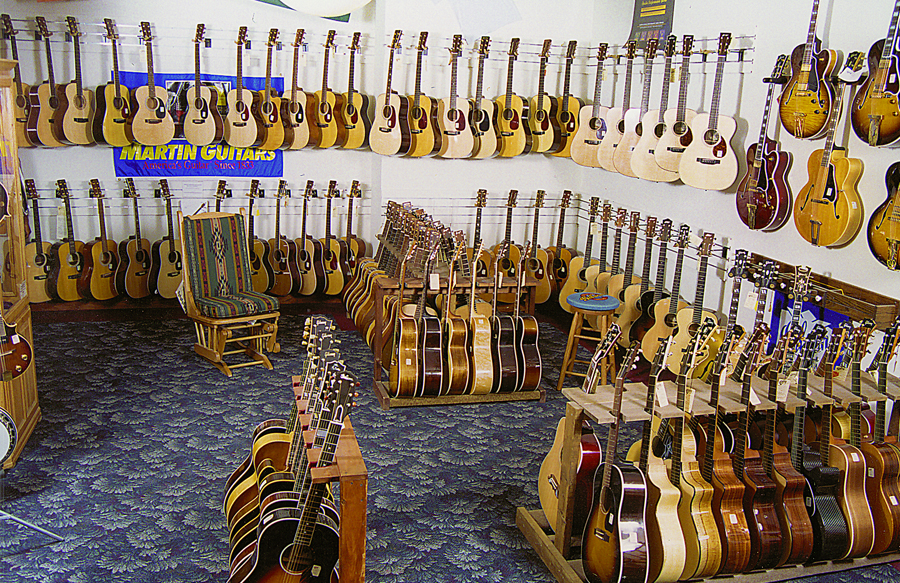
قسمٌ من صالةِ عرضِ شركة الآلاتِ القديمةِ يقدِّمُ الجيتاراتِ الكهربائيةِ الصوتية والأرشوبية

في عام 2007، باعت الشركةُ أكثرَ من 16,000 آلة،  والشركةُ هي تاجرٌ لجيتارات مارتن  بالإضافة إلى العلاماتِ التجاريةِ الرئيسيةِ الأخرى مثل شركة نقابة الجيتار وشركة فِندَر للآلاتِ الموسيقية، فهى تبيعُ أدواتِ شركةِ جيبسون المستعملة لا نماذجها الجديدة وذلك نتيجة لدعوى جيبسون القضائية. ورُغْمَ أنَّ الجزءَ الأكبرَ من أعمالِها يُحَصَّلُ من مبيعاتِ الجيتار إلا أن الشركةَ تَحوي أصنافًا من الأدواتِ الأخرى، مثل البانجو والأوكوليليس والمندولين والأكورديون والكونسرتينا والبوزوقي وسيتار والمنشار الموسيقي وكاليمبا الأفريقية. وبعضُ الآلاتِ النادرة تُشتَرَى مقتنياتٍ، وإنَّ شركةَ الآلاتِ القديمة هي بائعُ تجزئةٌ حصري لـ"LunchBox-A-LeLes"، وهي شركةُ جيتاراتٍ مصنوعةٍ من تصاميمٍ مختلفةٍ على شكلِ صندوقِ الطعام. وقد أشارت مجلة بلوجراس بلا حدود إلى شركةِ الآلاتِ القديمة لحملها نُخْبَة العلاماتِ التجاريةِ من الآلاتِ الموسيقية، مثل ماندولين بول داف وجيتارات هاس ودالتون الصوتية وبانجو ستيلنج وجيتارات ناش الكهربائية. وكانت واحدةً من اثنينِ لا غيرَهُما من بائعي التجزئة الأمريكيين لأبيتيوس ماندولينز، وقد بِيعُوا الآنَ مباشرةً  فهى تبيعُُ مجموعاتٍ من الأدواتِ التي لها تاريخًا غنيًا في بعض الأحيان بصفتِها جزءًا من أعمالِ الشحن. وفي سبتمبر 2006، عرَضَت مجموعةُ دوبيرا الشخصية من أدوات الرنان للبيع، بما فيها بعضُ العلاماتِ التجارية دوبرو والجيتارات الصوتية الوطنية،  كانت عائلة دوبيرا مسئولةً عن تأسيسِ تلك الشركات وابتكار تجارةَ الأدواتٍ الرنانة.
وتحملُ الشركةُ عددً من جيتاراتِ مارتن، بما فيها نماذجٌ عتيقةٌ قَيِّمة، وكثيرًا ما يشيرُ وِرْبِنْ في مقابلاتِهِ إلى مصنوعاتِ مارتن التي أُجْرِيَت قبل الحربِ العالميةِ الثانية بأنها قطعٌ محبَّبةٌ إلى النفسِ وخالدةٌ في الأذهانِ بشكلٍ خاصٍ من قائمةِ مصنوعاتِ شركة الآلات القديمة. وهناك موسيقيونَ يُحبُّونَ جيتاراتٍ من البلوجراس وأنواعٍ أخرى، ويشتري وِرْبِنْ بعضَ الأدواتِ الأكثرَ قَيِّمَة أو إثارة للاهتمامِ تجاهَ مجموعتِهِ الشخصية وقدمها للمتاحفِ معروضاتٍ مؤقتة.
أظهرت الدوريات الخاصة بنوع البلوجراس مثل «كندا بلوجراس» و«بلوجراس ناو» سيرةَ شركةََ الآلات واختيارَها لأدواتِ البلوجراس وخدماتِ الإصلاح،  ويحافظُ موظَّفو الشركةِ على اتصالاتٍ بصناعةِ البلوجراس من خلالِ حضورِ المعارضِ التجارية مثل المعرض التجارى لرابطة البلوجراس الدولية في لِوِيفِل بولاية كنتاكى، وتعرِضُ الشركةُ في هذه المعارضِ إلى الموسيقيِّين ورجالِ الأعمال نماذجًا لأدواتِ البلوجراس، مثل البانجو والجيتارات والماندولين والكمان والجيتارات الرنانة. وقام موَظَّفوها بإنشاءِ منظماتٍ مثل «أصدقاءُ البلوجراس» لدعمِ موسيقِيِّي البلوجراس المحليين.
وأشارت مجلةُ ميتشجِن ليفِنج إلى السياسةِ الليبرالية للشركة بشأنِ التعاملِ مع الآلات، وهو أمرٌ يَنْسُبُه وِرْبِنْ إلى صعوبةِ تسويقِ جيتاراتِ مارتن في مدينةِ نيويورك في الستينيات، وتشيرُ المجلةُ أيضًا إلى أنَّ العملاءَ يُشجَّعُونَ على تناولِ أىِّ أداةٍ وتشغيلها، وتلك سياسة استثنائية لمُتاجِرٍ بالتجزئة بالأدواتِ الراقية. ويجرِّبُ العملاءُ الجيتاراتِ بمتجرِ الشركة بتكرارهم «جلسات تشويش ارتجالية».

## إصلاح وتقييم
تحتلُّ ورشةُ الإصلاحِ نحوَ 3000 قدم² (280   م²) من مساحةِ مبنى الشركة،  وأرسل عددٌ من عازفِى الجيتار البارزين أدواتَهم إلى الشركةِ لإصلاحِها أو لأعمالٍ رئيسيةٍ أخرى كإعادةِ طلائها وزَخرَفَتِها،  ويقدمُ قسمُ الإصلاحِ بالشركةِ خدماتٍ لأدواتٍ أخرى مُزخرَفة مثل البانجو والإكلال والبلالايكا.
وفى فبراير 1996، وَثَّقت مقالة في مجلة سوق الجيتار إصلاح الشركة لجيتار صوتى يبدو عليه الضرر من طراز مارتن J40-M، إذ كان في صندوقِ سيارةٍ عندما اصطدمت بشاحنة نصف مقطورة. وأُتلِفَ تقريبًا كل جزءٍ من الجيتار؛ الجزء العلوى والظهر والجوانب ولوح الأصابع والرقبة، وكان أسوأ الضرر والأكثر صعوبة في إصلاحه ناتجًا عن ثقبٍ في كتلةِ الرقبة في الجزء الخلفى من الجيتار. وأحضره صاحبُه إلى الشركة بعد أن رفضته وِرَشُ إصلاحٌ أخرى لأنه لا يمكن إصلاحه. إلا أنه نجح فنيون الشركة في إصلاحه بنجاح بعد عمليةٍ كثيفةِ العمالة شملت فيها شجرة تنوب جديدة.
وتقدمُ الشركةُ خدمةَ تقييمٍ للأدوات القديمة، وتوظف خمسة موظفين بدوامٍ كامل يستخدمون مقياسًا تفصيليًا لتقييم جودة الأدوات. وقد لوحظت خدمات تقييمَهم في وسائلِ الإعلام -مثل مجلة The Music & Sound Retailer- بأنها من فُضليات الصناعات. وإنه يمكنُ للعملاءِ إما إحضار أدواتهم مباشرة إلى المتجر أو إرسالها عبر البريد. ويُسنِدُ وِرْبِنْ صاحبُ الشركة بعض نجاحها وسمعتها إلى جودة التقييمات.

## نموذج التسويق والأعمال

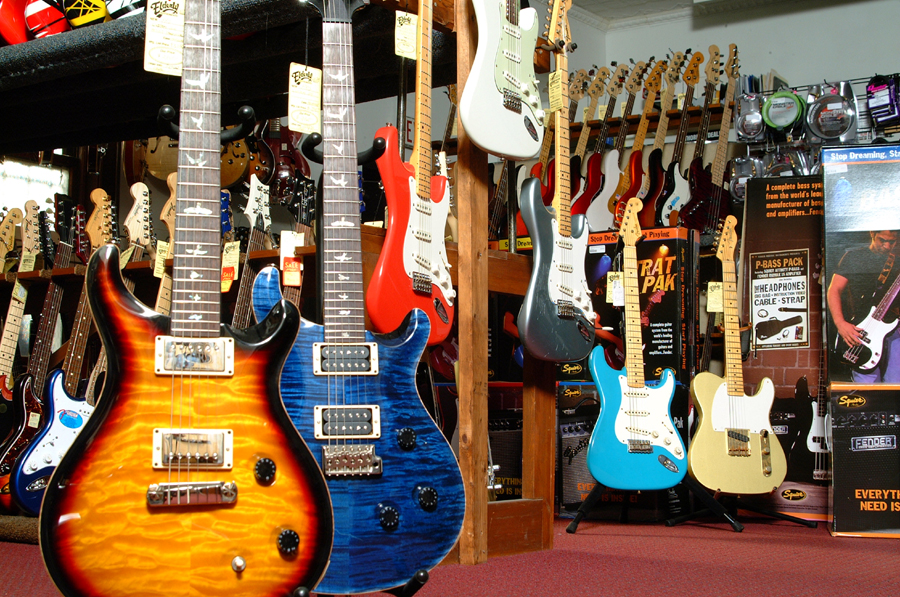
معرض جيتار كهربائى

ترسلُ الشركةُ قوائمَ بالأدواتِ القديمةِ المتاحة -إضافةً إلى الكتالوج المطبوع- للمشتركين بها في الولاياتِ المتحدة والعديدِ من البلدانِ الأخرى عن طريق البريد والبريد الإلكترونى. وتشتري الشركة بعض أدواتها المستعملة من العملاء ثُمَّت تعرِضُها للبيع، في حين تَعرِضُ بعضها الآخر في شحنات. ورُغْمَ أن تجارَ التجزئةِ الكبار يسيطرون على حصةَ سوق الإنترنت (وشركةُ الآلات حققت 12 مليون دولارًا في عام 1999، وحققت منافذَ البيع بالتجزئة الكبيرة كمراكزَ الجيتار 297 مليون دولارًا) - فإن الشركةَ تحاولُ خدمة الأسواق الرأسية والأفقية بتقديمِ عناصرَ متخصصة أو نادرة على موقعها على الويب، مثل الجيتارات يسرى الاستعمال  والكتب الخاصة بالآلات.
ويلاحِظُ وِرْبِنْ أنه في أثناء خصم المنتجات بنسبة 40 بالمئة وضع أعمالَهُ بعيدًا عن المنافسة المحلية في السبعينيات، كما والآن تقدمُ منافذُ بيعٍ خصاومات مثل مركز الجيتارات. ويقولُ وِرْبِنْ -رداً على الأسئلة حول إستراتيجيته للتنافسِ مع تجارِ التجزئة الكبار مثل مركز الجيتارات وتوريد الموسيقى الأمريكية التي تعملُ أيضًا في مجال البريد الإلكترونى وأعمال الإنترنت- أنه تعلَّمَ أنْ يعملَ على هوامشٍ صغيرةٍ ليَظلُّ قادرًا على المنافسة، وكذلك الأعمالُ الصغيرةِ التي نَجَت منها تعلمَت العمل على هوامش ضيقة.

## شركات أخرى
بعد افتتاحِ أولِ مساحاتٍ للبيعِ بالتجزئة، بدأت شركةُ الآلاتِ في بيع السجلات التي كانت قدمتها السجلات المستديرة، وهي موزِّعٌ صغيرٌ نَما فيما بعد إلى علامةِ تسجيلٍ مستقلة متخصصة في أصول الموسيقى. وبدأ وِرْبِنْ شركة التوزيع خاصته في عام 1979 باسم «التوزيع الرجعى» القديم بعد تجربة الموزعين الآخرين. وبحلول عام 1987 كان يَخدمُ نحو 300 عمليةِ بيعٍ بالتجزئة صغيرة تعملُ في صالةِ عرضِ الشركة في لانسِنْ. وأُعيدَت تسمية العملية إلى عملية «توزيع شارع جانبى» عامَ 1997.
تُخصِّصُ الشركةُ قِسمًا من مساحاتِ البيعِ بالتجزئة لتسجيل مبيعاتها، ويحافظُ مديرُ المشترياتِ طوال الوقتِ على مجموعةٍ شاملة من الموسيقى السائدة والنادرة، فكثيرٌ منها من البلوجراس وأنواعٍ شعبية، ويرجعُ ذلك إلى الاعتقادِ بأنَّ العملاءَ سيهتمُّون أكثر بالموسيقى بعد شراءِ أصواتٍ موسيقية ثُمَّت شراء آلة موسيقية،  وتبيعُ الشركةَُ أيضًا كتبًا تعليمية وغيرها من المواد، وإن كان معظمُها يُركِّزُ على الموسيقى الشعبية وأنواع البلوجراس.
ويقدمُ المتجرُ أيضًا مدرسةًَ موسيقية تركزُ على الموسيقى الشعبيةِ والآلاتِ ذاتَ الصلةِ ببعضِها.

## تِوانج وموسيقى شعبية أخرى
كُتِبَ في دوريةٍ اسمُها "Noise" أصدرتها مجلة لانسِنْ ستيت المحلية أن شركةَ الآلاتِ الموسيقيةِ قديمةِ الطراز هي محورُ نموذجٌ ناشئ من الموسيقى الشعبية الأمريكية تسمى «توانج»، ويُشارُ إليها أحيانًا باسم «بلدة بديلة». إنَّ العديدَ من موسيقيِّي التوانج يؤدون العملَ ويسجِّلونَ في لانسِنْ، وإنَّ من بينهم يوجدُ على الأقلِّ موظفًا واحدًا من موظفي شركة الآلات. وينسبُ الموظفون السابقون والحاليون نفوذ التوانج في المَتاجرِ إلى انتشار الأدوات والمواد التعليمية والموسيقيين المرتبطة به. ومنذُ عامِ 1995 تستضيفُ محطةَُ إذاعة شرق لانسِنْ عرضًا موسيقيًا مزدوجًا (WDBM).
ووصف لورنس جونسون الناقد الموسيقِي لصحيفة أخبار ديترويت شركة الآلات بأنها «قِبلةُ الموسيقى الشعبية» ومتجرٌ ضخمٌ يُعَدُّ ملاذًا للموسيقيين الشعبيين، وكانت أحدَ الرعاة الرسميين في الماضى للمهرجانِ الشعبى الوطنى بالولاياتِ المتحدة.

## التعرف على
- أفضلُ متجرٍ للجيتاراتِ وجوائزِ اختيارِ اللاعبينَ بمجلةِ الجيتارِ الصوتية في 2008 [28]

1. ↑  Ballard، Rick (9 أبريل 2008). "The E-Evolution of Elderly Instruments". Capital Gains. Capital Gains Media. مؤرشف من الأصل في 2014-07-10. اطلع عليه بتاريخ 2008-05-26.
2. 1 2  Johnson, Lawrence B. (13 أغسطس 1999). "State's folk music mecca is in tune with times". The Detroit News.
3. ↑  Ratliff، Ben (10 فبراير 2008). "Shared Song, Communal Memory". نيويورك تايمز. مؤرشف من الأصل في 2020-05-01. اطلع عليه بتاريخ 2008-03-11.
4. 1 2 3 4 5  Remson، Adam (يونيو 2002). "Elderly Instruments — The fountain of youth in a vintage guitar store". The Music and Sound Retailer.
5. 1 2 3  Girard, Peter (نوفمبر 1999). "Battle of the band suppliers". Catalog Age. ج. 16 ع. 12: 34.
6. 1 2 3 4  Collins، Eddie (يونيو 1998). "Elderly Instruments—They Don't Make 'Em Like That Any More!". Bluegrass Now.
7. ↑  Chapin، Bill (6 يناير 2002). "Lansing's Backstage for Bands: Elderly Instruments celebrates 30 years as creative Mecca for mid-Michigan music scene". Lansing Noise.
8. 1 2  Wieland، Barbara (10 مايو 2004). "Store owner strums his way to success in music business". Lansing State Journal. مؤرشف من الأصل في 2006-08-29. اطلع عليه بتاريخ 2008-03-20.
9. 1 2 3  Massey، David (أكتوبر 2001). "Interview with Elderly Instruments President Stan Werbin". Musical Merchandise Review.
10. 1 2 3  Caswell، Cristine (1 ديسمبر 2004). "King of String". Greater Lansing Business Monthly. مؤرشف من الأصل في 2015-03-29. اطلع عليه بتاريخ 2008-05-23.
11. 1 2 3  Miller، Matthew (يونيو 2004). "Twang Town". Lansing Noise.
12. ↑  Johnston, Lisa (مايو 2010). "Musical instruments follow CE recovery". ج. 25 ع. 11: 8, 126. {{استشهاد بدورية محكمة}}: الاستشهاد بدورية محكمة يطلب |دورية محكمة= (مساعدة)
13. 1 2  Staff (سبتمبر 2005). "Elderly music vs. Gibson: leading vintage dealer sued for advertising 'Gibson copy'". Music Trades: 46.
14. ↑  Staff (3 يناير 2007). "Gibson Guitar Resolves Lawsuit Against Elderly Instruments, Inc., of MI". غيبسون. مؤرشف من الأصل في 2011-06-22. اطلع عليه بتاريخ 2010-11-30.
15. 1 2  Branam، Jud (مارس 1996). "A Heaven for Pickers". Michigan Living.
16. ↑  Bogues, Maureen (29 أبريل 2007). "One-Man Band: Eat your lunch and strum it too with Box-A-Lele". سان فرانسيسكو كرونيكل. مؤرشف من الأصل في 2020-05-01. اطلع عليه بتاريخ 2008-03-01.
17. ↑  Walker، John M (أكتوبر 2000). "The High Lonesome Craft". Bluegrass Unlimited. ج. 35 ع. 4: 54–57.
18. ↑  Staff (19 سبتمبر 2006). "Elderly Instruments to Sell Rare Dobro Collection". Absolute Michigan. مؤرشف من الأصل في 2013-03-16. اطلع عليه بتاريخ 2008-03-01.
19. ↑  Menaker، Daniel (27 يناير 2002). "The Twang Thang". مجلة نيويورك تايمز. ص. 26.
20. 1 2  Buckly، Michael (ديسمبر 1999). "Elderly Instruments—A Hectic Day". Bluegrass Canada magazine.
21. ↑  Staff. "Repair Shop". Elderly Instruments web site. مؤرشف من الأصل في 2008-09-05. اطلع عليه بتاريخ 2008-02-28.
22. ↑  Chappell, Jon؛ Pete Prown؛ Lisa Sharken (فبراير 1996). "Back From the Dead: Learn How to Bring Your Beloved Beater Back to Life". Guitar Shop.
23. ↑  Savin, Jerald (15 مايو 2000). "What Makes Sense in the World of E-Commerce". Los Angeles Business Journal.
24. ↑  Laurelei (مايو 1998). "Site reading: Web guide". ج. 32 ع. 5: 23. {{استشهاد بدورية محكمة}}: الاستشهاد بدورية محكمة يطلب |دورية محكمة= (مساعدة)
25. ↑  McCormick، Moira (18 أبريل 1987). "Something Old, Plenty New At Elderly Instruments". بيلبورد.
26. ↑  "Elderly Instruments". Michigan State University Museum. مؤرشف من الأصل في 2007-10-10. اطلع عليه بتاريخ 2008-03-01.
27. ↑  Staff. "Elderly Instruments School of Music". Elderly Instruments web site. مؤرشف من الأصل في 2015-08-19. اطلع عليه بتاريخ 2008-03-10.
28. ↑  Gerken, Teja (فبراير 2009). "Player's Choice Awards 2008". ج. 19 ع. 8: 64. {{استشهاد بدورية محكمة}}: الاستشهاد بدورية محكمة يطلب |دورية محكمة= (مساعدة)

## روابط خارجية
- الموقع الإلكترونى للشركة
- مقابلة ستانلي وِرْبِنْ في معرض NAMM للمقابلات الخاصة بإنتاج الموسيقى (أبريل 2012).